# Feria Valencia

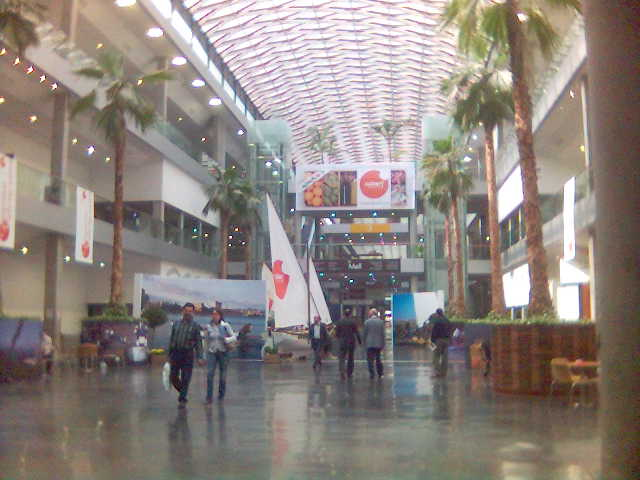
Pasillo central.

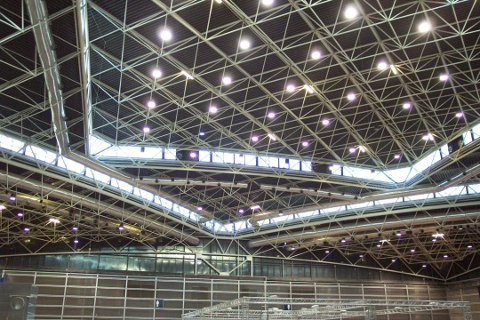
Feria Valencia.

Feria Muestrario Internacional de Valencia o, como marca comercial, Feria Valencia es la institución organizadora de certámenes feriales más antigua de España. Fundada en 1917 y recientemente remodelada y ampliada, también es una importante referencia en el circuito ferial europeo.

## Historia
Feria Valencia es la institución dedicada a la organización de ferias comerciales más antigua de España, con precedentes en las exposiciones valencianas de 1909 y 1910. Ideada por José Grollo y fundada en 1917, sus estatutos reconocen la ley del 26 de marzo de 1943, lo que le otorgó carácter de «Institución Oficial», amén de concederle el duopolio de ferias internacionales, junto con Barcelona.  Dicho duopolio compartido con Barcelona no fue derogado sino hasta 1979.
Ubicada inicialmente junto a los Jardines del Real y la Alameda de Valencia, en los años 60 se llevó a cabo su traslado y ampliación a cargo del estudio de Le Corbusier y de Guillermo Jullian de la Fuente.Entre los años 2000 y 2006 fue nuevamente remodelada y ampliada por el arquitecto José María Tomás Llavador, siendo derribadas todas las naves del taller de Le Corbusier excepto un módulo doble, que hoy está protegido.
En 2003 tuvo lugar la primera experiencia de Feria Valencia como organizadora de certámenes en el extranjero, con la celebración de México Ferias del Niño.

## Estructura
La principal función la Feria es de facilitar el comercio entre empresas. Esta institución ha ampliado sus actividades a diversos campos, como la celebración de congresos. Se trata de una institución especializada en eventos de carácter profesional y que atiende a muchos sectores industriales en la economía española, como pueden ser el mueble, la iluminación o la cerámica, el sector energético o la alimentación, pero que no descuida otros campos de actividad en el sector servicios, tales como la franquicia, la formación, el turismo.
Feria Valencia es una institución sin ánimo de lucro, según figura en sus propios estatutos. Tiene su razón de ser en el apoyo a los sectores económicos y en la repercusión de su actividad en el entorno, tanto en lo que se refiere a la facturación que obtienen los expositores por su relación con Feria Valencia, como por lo que ganan los servicios asociados a la propia actividad ferial (hostelería, montajes, hoteles, turismo, transportes, ocio, servicios).
Es la primera Feria española que ha sido certificada por AENOR con la norma ISO 9002, actualmente ISO 9001/2000. Además cuenta con la certificación QAFE, de la Asociación de Ferias Españolas, y con el diploma de compromiso de calidad SICTED, Sistema de Calidad Turística en Destino.[cita requerida]

## Concurrencia
En el año 2009 Feria Valencia celebró más de 40 certámenes, de los que más de la mitad tuvieron carácter internacional con el reconocimiento de la Secretaría de Estado de Comercio y de la UFI. 
En el último año Feria Valencia contabilizó más de un millón trescientos mil visitantes de todo el mundo y más de doce mil expositores participaron en sus certámenes (entre directos y representados). El impacto económico de Feria Valencia en su entorno se estima en unos 700 a 800 millones de euros anuales.[cita requerida]

## Ubicación
Está ubicada en la pedanía de Benimámet, que pertenece a Valencia capital.  Situado a cinco kilómetros del centro urbano de Valencia, el recinto ferial está comunicado con la red de carreteras nacionales de España a través de la autovía de circunvalación a la ciudad. La autovía le conecta con puerto de Valencia, y con el aeropuerto de la ciudad.[cita requerida]

## Sociedades y capacidad
Feria Valencia es una entidad cofundadora de la UFI (The Global Association of the Exhibition Industry), la AFE (Asociación de Ferias Españolas) y de la MTFA (Mediterranean Trade Fairs Association), socio de pleno derecho de EMECA (European Major Exhibition Centres Association), de AFIDA (Asociación Internacional de Ferias de América) y de IAEE (International Association of Exhibitions and Events). 
En cuanto a la superficie de exposición, Feria Valencia dispone del tercer mayor recinto y uno de los más modernos de toda España, que a su vez es uno de los quince mayores de todo el mundo, 231 000 metros cuadrados de superficie cubierta de exposición.[cita requerida]

## Equipo directivo
- Enrique Soto - director general[11]

## Exposiciones
Entre categorías de Ferias que regularmente se exponen están:[cita requerida]
| - Alimentación. Gastrónoma. La feria para la restauración, hostelería, alimentación y comercio especializado - Automoción. Feria del Automóvil y del Vehículo de Ocasión de Valencia - Alta Decoración - Arte y Antigüedades - Bodas. Fiesta y Boda. - Calidad - Classic Motor Época. Feria del Vehículo Histórico. - Comercio y Servicios - Complementos y Texturas - Comunicación y Tecnologías | - Construcción - Deporte - Descanso - Diseño y Vanguardia - Domótica - Energías RenovablesEgética - Eventos y Celebraciones - Formación y Empleo - Forward - FranquiciaSalón Internacional de la Franquicia | - Medio Ambiente | - Regalo publicitario | - Salud, Laboral y Prevención - Sanidad - Seguridad - Tapizado - Tercer sector, Economía Social - Textil - Transporte y Vehículos - Turismo - Vanguardia - Vehículos de época |